# Setge de Perpinyà (1642)
El Setge de Perpinyà del 1642 fou un dels episodis de la Guerra dels Segadors

## Antecedents
Poc després de la revolta que va suposar el Corpus de Sang, l'exèrcit de Felip IV d'Espanya va ocupar Tortosa i Tarragona, il 17 de gener del 1641, davant l'alarmant penetració de l'exèrcit castellà, Pau Claris al capdavant de la Generalitat de Catalunya, proclamà la República Catalana i acordà una aliança política i militar amb França, posant Catalunya sota l'obediència de Lluís XIII de França. Pocs dies després, amb l'ajut de l'exèrcit francès, la Generalitat obtingué una important victòria militar en la batalla de Montjuïc del 26 de gener del 1641, i les tropes castellanes es retiraren a Tarragona.
El 4 de maig del 1641 l'estol francès d'Henri d'Escoubleau de Sourdis es presentà davant de Tarragona i inicià el bloqueig de la ciutat amb les tropes de terra de Philippe de La Mothe-Houdancourt. Durant els mesos de maig i juny es lluità als voltants de Tarragona; el fort de Salou caigué en poder dels francesos el 9 de maig i es lliurà la batalla de Constantí el 13 de maig. Després de ser derrotats, del 30 de juny al 4 de juliol del 1641 en la primera batalla naval de Tarragona, els espanyols van bastir un nou estol comandat per García Álvarez de Toledo y Mendoza que va aconseguir lliurar provisions a la ciutat i fer fugir l'estol francès al Rosselló.
Una columna castellana de 4.500 homes va sortir de Tarragona el 23 de març del 1642 per socórrer el Rosselló, que havia quedat aïllat al nord, però foren derrotades a mig camí i Cotlliure va caure el mes d'abril. El maig, els espanyols retiren els terços que eren a Roses amb un estol de 78 naus.

## L'exèrcit francès
L'exèrcit francès estava format per un total de 19 companyies de guàrdies franceses, 6 de guàrdies suïsses, 310 companyies d'infanteria, 10 companyies reials i 44 companyies de cavalleria. Desglossats, eren:
- Regiments d'infanteria: Gardes Françaises (amb 19 companyies presents), Gardes Suisses (amb 6 companyies presents), Royal, Montausier, Covisson (o Couisson), Champagne, Essiat, Béarn, Espenan, Enghien, Conti, Polignac, Languedoc, La Douze, Saint Aunetz, Le Ferron, Roquelaure, Noailles, La Couronne, Cinq Mars, Vandy, Mazarin (italià) i les companyies reials (amb 10 presents). També hi ha la companyia dels 100 suïssos de guarda de cos del Rei
- Regiments de cavalleria: Enghien, Meilleraye, Brissac, La Chapelle, Leran amb 3 companyies, cavalls lleugers de la guàrdia, cavalls lleugers del Cardenal (Richelieu), els gendarmes del Rei, els Chevaux-légers de la garde i 1300 "Gentilhommes", companyia de gendarmes del Comte de Carces
- Mosqueters del Rei i del Cardenal

Durant el setge, el regiment de Cinq Mars va ser enviat a Catalunya i es llevà el regiment Degli-Oggli (italià), format per 9 companyies de 200 homes per servir al setge.

## El setge
Les tropes de Lluís XIII de França van assetjar Perpinyà des del 4 de novembre del 1641. El mateix rei va ser present durant la primavera en el setge, però va marxar abans de la conquesta de la ciutat. El governador, Pedro Diego de Zúñiga y de la Cueva, el marquès de Flores Dávila, va rendir la ciutat, que va caure per gana i pel gran nombre de baixes el 9 de setembre del 1642, només quedaven 500 supervivents. En efecte si bé a començaments d'any la ciutat va rebre subministraments, després el setge no va poder ser forçat La ciutat fou ocupada per tropes franceses, amb el suport dels catalans revoltats.

## Conseqüències
A la ciutat es trobava l'arsenal més gran de l'exèrcit espanyol, cent canons i vint mil fusells, que foren capturats per l'exèrcit francès. La pressió sobre Salses, que havia quedat completament aïllada al Rosselló, feu que el seu governadores rendís la plaça a continuació.
Mentre el gruix de les forces franceses estaven a Perpinyà, Francisco de Melo va obrir el front nord i va revertir grans parts dels guanys territorials francesos de l'any anterior i va aconseguir grans victòries, com la batalla d'Honnecourt i la presa de La Bassée. A Honnecourt, l'exèrcit francès fou derrotat de manera aclaparadora, de manera que ja no s'esperava una invasió francesa a les Províncies Unides i Frederic Enric d'Orange-Nassau va decidir aquell any canviar a una estratègia defensiva, rebutjant una oferta per negociar la pau.
Tal com expressa Sanabre, la presa de Perpinyà, de la qual s'exclogueren les forces catalanes, era el primer pas per a incorporar la Catalunya Nord al regne de França. Així no ha d'estranyar que els francesos vetllessin a tenir-hi sempre una guarnició força nombrosa, sobretot respecte d'una vila pràcticament deserta a causa de les malalties i de la fam provocada pel setge.
El regiment de Champagne i 4 companyies de Gardes Suisses quedaren de guarnició a Perpinyà fins a l'any 1644. Aquest any foren reemplaçats pel regiment Vaisseaux-Mazarin reconstituït i el regiment Du Breuil. Aquest darrer fou absorbit per Vaisseaux-Mazarin el 1648. Anomenat Vaisseaux-Candale des del juny del 1650, el 1652, Louis-Charles de Nogaret de Foix duc de Candale hi incorporà les restes d'un regiment del seu nom aixecat el 1649. Vaisseaux-Mazarin hi va tenir guarnició fins al 1654, any en què anà a Catalunya a participar en les seves campanyes fins al 1659. El maig del 1657 i durant la resta de l'any, Perpinyà va tenir com a guarnició els 3000 homes del Regiment Català Mazarí, creat aleshores.